# Mujo Ulqinaku
Mujo Ulqinaku (né Mujo Cakuli ; 1896-1939) était un sergent albanais de la Marine royale albanaise, connu pour sa résistance le 7 avril 1939 aux forces italiennes lors de l'invasion italienne de l'Albanie. Il a reçu le prix du Héros du peuple d'Albanie à titre posthume. 

## Biographie
Mujo Ulqinaku est né en 1896 à Ulcinj, dans la Principauté du Monténégro, aujourd'hui le Monténégro, d'une famille de marins et de pêcheurs. Adolescent, il rejoint la flotte commerciale de Shkodër et Lezhë. Plus tard, il servit dans la marine albanaise, basée à Durrës, avec le grade de sergent, commandant le patrouilleur Tiranë. Il était l'un des rares officiers de l'armée royale albanaise à avoir tenté de stopper l'invasion italienne de l'Albanie. Armé uniquement d'une mitrailleuse, il a été placé au centre de la ligne de défense et a combattu sans interruption jusqu'à ce qu'il soit finalement tué par un obus d'artillerie d'un navire de guerre italien dans la dernière heure de la bataille. Il aurait tué et blessé des dizaines de soldats italiens avec sa mitrailleuse.
Pour honorer son action, son patriotisme et son sens du devoir, un monument a été érigé devant le château de Durrës. Un lycée à Durrës et certaines rues de Tirana et Prishtina portent son nom. Un documentaire sur sa vie et ses actions avec le titre Lufton Mujo Ulqinaku a été réalisé en 1979 par Kinostudio Shqipëria e Re.